# Janowszczyzna
Janowszczyzna [janɔfʂˈt͡ʂɨzna] es un pueblo ubicado en el distrito administrativo de Gmina Sokółka, dentro del  Condado de Sokółka, Voivodato de Podlaquia, en el norte de Polonia oriental, cercano a la frontera con Bielorrusia. Se encuentra aproximadamente a 8 kilómetros al suroeste de Sokółka y a 32 kilómetros al noreste de la capital regional Białystok.